# Kdo ví, kdo ovdoví?
Kdo ví, kdo ovdoví? (v anglickém originále Alone Again, Natura-diddily) je 14. díl 11. řady (celkem 240.) amerického animovaného seriálu Simpsonovi. Scénář napsal Ian Maxtone-Graham a díl režíroval Jim Reardon. V USA měl premiéru dne 13. února 2000 na stanici Fox Broadcasting Company a v Česku byl poprvé vysílán 22. ledna 2002 na stanici ČT1.

## Děj
Na výletě do ptačí rezervace Simpsonovi ke zděšení Lízy zjistí, že se ten den otevírá oválná závodní dráha postavená v rezervaci. Rodina sleduje z tribuny závody automobilů a spatří Neda Flanderse s jeho rodinou, který tvrdí, že se mu líbí vysoká úroveň bezpečnosti místa. Později roztleskávačky střílí ze vzduchových děl do davu trička zdarma a Homer si jedno neurvale vyžádá. Podrážděná Maude odchází koupit párky v rohlíku. Roztleskávačky vyšlou plnou salvu triček Homerovým směrem, ale ten v poslední chvíli zahlédne sponu a sehne se pro ni, právě když se Maude vrací. Trička zasáhnou Maude a ta spadne přes tribunu na zem, kde ji doktor Dlaha prohlásí za mrtvou. 
Všichni vyjádří zdrcenému Nedovi soustrast a Bart si neochotně zahraje s Rodem a Toddem křesťanskou videohru. Homer doprovází Neda po pohřbu domů a později v noci s ním mluví, když Ned nemůže spát kvůli své osamělosti a obavám, že bude muset sám vychovávat své syny. Homer se cítí špatně kvůli svému podílu na Maudině smrti a tajně natočí videokazetu s Nedem, aby jej mohl představit svobodným ženám po celém Springfieldu, a pomohl mu tak žít dál. Navzdory amatérskému střihu (včetně záběrů z Maggiina narození, které Homer nemohl smazat) se Ned díky kazetě dostane k několika ženám, včetně Lindsey Naegleové a Edny Krabappelové, ale žádná z nich nemá úspěch. 
V sobotu večer se Ned modlí k Bohu, ale rozčílí se, když má pocit, že nedostává žádnou odpověď. Druhý den ráno je Ned stále rozzlobený a řekne svým synům, že do kostela nepůjde, čímž je vyděsí. S pocitem viny později spěchá do kostela, a když vejde dovnitř, uvidí vystupovat křesťanskou rockovou skupinu Kovenant. Zaujme ho zpěvačka Rachel Jordanová, která zpívá o tom, že nesmí ztratit víru v Boha, protože on je tu vždy pro lidi. Inspirován písní Ned později pomáhá Rachel naložit krabici do jejího auta a svěřuje se jí se svou ztrátou. S Rachel se seznámí, ale ona musí odjet na další zastávku turné kapely a slíbí, že se poté vrátí a setká se s ním.

## Produkce
Díl napsal Ian Maxtone-Graham a režíroval Jim Reardon. Když scenáristé vymýšleli nápad s díly o automobilových závodech, mysleli na to, že by to byla skvělá příležitost, jak získat několik jezdců NASCAR, kteří by v epizodě hostovali. Podle Scullyho se jim však nepodařilo získat ani jednoho, protože „všichni měli obavy z toho, jakým způsobem zobrazujeme NASCAR“. Speedwayové závody jsou v dílu zobrazeny v negativním světle, s přílišným důrazem na havárie.
V epizodě umírá postava Maude Flandersové, kterou předtím namlouvala členka štábu Maggie Roswellová. Toto zabití bylo důsledkem odchodu Roswellové ze Simpsonových na jaře 1999 po sporu o plat se společností Fox Broadcasting Company, jež seriál vysílá. Od roku 1994 létala dvakrát týdně mezi svým bydlištěm v Denveru a Los Angeles, aby mohla točit díly Simpsonových. Nakonec ji to přestalo bavit a cena letenek se neustále zvyšovala. V důsledku toho požádala Fox o zvýšení platu z 2 000 dolarů za díl na 6 000 dolarů za díl. Společnost Fox jí však nabídla zvýšení pouze o 150 dolarů, což nepokrylo náklady na cestování, a tak se rozhodla skončit.
Dabérka Marcia Mitzman Gavenová byla najata, aby zaskakovala za postavy Roswellové, včetně Maude v této epizodě a v dřívějších předchozích 11. řady, přesto se producenti rozhodli ji zabít, aby otevřeli nové dějové linie seriálu. Vedoucí producent Mike Scully řekl, že „to byla šance pro jednu z našich stálých postav (Neda Flanderse), aby čelila výzvě a rostla novým směrem. Ten nápad přišel rychle, všichni jsme se ho chytili a připadalo nám to správné. Nechtěli jsme zabít postavu jen pro tu smrt. Chtěli jsme, aby to pro přeživší postavy mělo následky, se kterými se budou muset vypořádat v dalších dílech.“ Roswellová se do Simpsonových vrátila v roce 2002 poté, co se dohodla se společností Fox, že bude své repliky nahrávat ze svého domu v Denveru. Od té doby namlouvá v dílech Maude jako ducha. Na otázku deníku The Denver Post, jak se podle ní Nedovi bez Maude daří, odpověděla: „Dobře, ale Maude byla tak zranitelná postava. Maude, Líza a Marge byly jediné zranitelné postavy, opravdu, všichni ostatní mají výhodu. Takže oni (štáb) zjistili, že se ten oblouk ztratil, a teď je tam spousta retrospektivních scén s Maude.“.
Scully poznamenal, že „se hodně diskutovalo o tom, abychom se (štáb) opravdu zabývali některými emocionálními důsledky smrti a nedělali z toho jen vtip. Ale zároveň jde o animovanou komedii, nikoliv skutečnost.“ V jednom z prvních scénářů dílu byla scéna, ve které Rod a Todd diskutují o smrti své matky. Podle Maxtone-Grahama se však scenáristé rozhodli scénu vystřihnout, protože vypadala pouze smutně. Dodal, že scenáristé „opravdu chtěli řešit, jak se (děti) budou cítit“, ale „nikdy se jim to nepodařilo dotáhnout tak, aby to nebylo jen smutné“. Scully se vyjádřil, že to byla „velmi milá scéna“, ale bylo příliš obtížné „dostat se z ní komediálně do další scény“.
V dílu hostovala americká hudebnice Shawn Colvinová v roli Rachel Jordanové, postavy, kterou později opět namluvila v dílu Vzhůru do Svatoparku! (2001). V této epizodě zůstává v domě Flandersových s Nedem a krátce odjíždí poté, co se ji pokusil zformovat k obrazu své zesnulé ženy. Na konci dílu se však vrací a má s ním rande. Colvinová ukázala část své hostující role v Simpsonových během některých svých koncertů, včetně jednoho na Cape Cod Melody Tent v roce 2007. Na koncertech také předvedla píseň, kterou zpívá v tomto dílu. Deník Wisconsin State Journal uvedl, že během jejího koncertu v Barrymore Theatre v roce 2001 se „nejhlasitější odezva publika dostavila poté, co zazpívala písničku, kterou předvedla jako postava v seriálu Simpsonovi.“ Píseň s názvem „He's the Man“ se později objevila na soundtrackovém albu The Simpsons: Testify z roku 2007.

## Vysílání a hodnocení
Epizoda byla původně vysílána na stanici Fox ve Spojených státech 13. února 2000. V týdnu od 7. do 13. února 2000 se v žebříčku sledovanosti umístila na 17. místě s ratingem Nielsen 10,7. Díl byl v tomto týdnu nejsledovanějším pořadem na stanici Fox a sledovalo jej přibližně 10,8 milionu domácností.
Scully přiznal, že dalším důvodem pro zabití Maude bylo zvýšení sledovanosti Simpsonových během únorového vysílacího období. Aby producenti Simpsonových přilákali k vysílání ještě více diváků, rozhodli se předem neprozradit, kdo je postava, jež bude zabita, aby vyvolali spekulace. Společnost Fox se také rozhodla nerozesílat televizním kritikům ukázky, aby to zůstalo v tajnosti. Podle článku v Contra Costa Times, jenž vyšel v den vysílání epizody, však „všechny předběžné zvěsti naznačují, že manželka Neda Flanderse, Maude, by si měla dávat pozor“. Jedním z důvodů, proč média a mnozí lidé Maude podezřívali, bylo odhalení názvu dílu: Alone Again, Natura-diddily. Jak píše William LaRue z listu The Post-Standard, „diddly“ je „známý pozdrav Maudina manžela Neda Flanderse“. Ohlášený odchod Roswellové toto podezření ještě posílil.

## Přijetí
Televizní kritici epizodu hodnotili smíšeně. 
Gregory Hardy z Orlando Sentinel ji zařadil na 11. místo svého seznamu 15 nejlepších dílů seriálu, které se zaměřují na svět sportu.
Robert Canning ze serveru IGN a díl ohodnotil 7 z 10 bodů s komentářem, že se mu 3 dějství zdála nesouvislá. Napsal: „Nejprve zemře Maude, pak Ned randí a nyní Ned zpochybňuje svou víru. Podle mě by tyto tři dějové linie byly lépe podány, kdyby se jim věnovaly samostatné epizody.“. Canning dodal, že podle něj „díl udělal špatnou volbu, když uspěchal období truchlení a přešel rovnou k Nedovu randění“, ale že „randění, i když opět působilo uspěchaně, bylo docela zábavné, zejména Nedovo rande s Ednou Krabappelovou“.
Colin Jacobson z DVD Movie Guide se k dílu vyjádřil negativně, když napsal, že zabití Maude kvůli odchodu Roswellové bylo „drsným a cynickým tahem, i když bych tomuto rozhodnutí odpustil, kdyby to přineslo uspokojivější epizodu. Možná, že scenáristé udělali tento díl superupřímný, aby vyvážili vrozený cynismus, který stojí za jeho vznikem, ale seriál prostě působí sentimentálně a trapně.“
Sloupkař Winnipeg Free Press Randall King ve své recenzi 11. řady Simpsonových napsal, že je „něco nepopiratelně vtipného na tom, když Maude Flandersová umírá palbou triček vystřelených ze vzduchových děl na rychlostní dráze. Ale díl byl důkazem toho, že spolehlivě brilantní seriál se mohl – a také se tak stalo – po 11 letech vážně pokazit. Zabít Maude byl hřích.“

### Kontroverze
Před odvysíláním dílu se v televizi objevila propagační reklama, která mimo jiné obsahovala oznámení, že „jeden z nejoblíbenějších obyvatel Springfieldu zemře“, a úryvek scény z epizody s postavou Lennyho, jenž sedí na divácké tribuně a je sražen pneumatikou auta, což vyvolávalo dojem, že to bude právě on, kdo zemře.  Mnoho diváků reklamy, včetně prezidenta společnosti Speedway Motorsports, Inc. vlastněné Lowe's Motor Speedway a hlasatele Jerryho Gappense, vyjádřilo své znepokojení, protože se zdálo, že epizoda paroduje skutečný incident, který se stal během závodu na speedwayi Lowe's Motor Speedway v květnu 1999 v Charlotte v Severní Karolíně, kdy letící trosky vozu při havárii zabily 3 diváky. Gappens řekl, že parodovat tuto událost bylo „opravdu necitlivé a dost nezodpovědné. Je zřejmé, že to, co by se mohlo zdát vtipné v L. A. nebo v New Yorku, není vtipné tady v Charlotte.“ Lowe's Motor Speedway oznámila 7. února 2000 televizní stanici WSOC-TV's Channel 9 Eyewitness News, že uvažuje o podání stížnosti společnosti Fox Broadcasting Company. WCCB, tehdejší pobočka Foxu v Charlotte, odmítla pokračovat v promítání reklamy na tento díl. 9. února proto Fox distribuoval pobočce novou reklamu, která scénu s Lennym neobsahovala.
Antonia Coffmanová, mluvčí Simpsonových, řekla deníku The Charlotte Observer, že „incident s Loweem nebyl inspirací pro tuto scénu“ a že cílem epizody nebylo nikoho urazit. Poté, co WCCB dostala možnost díl skutečně vidět, rozhodla se, že jej odvysílá, protože si uvědomila, že původní reklama byla zavádějící a že si nemyslí, že by si epizoda z incidentu dělala legraci. V dílu mohou diváci vidět, že se Lenny snaží upoutat pozornost roztleskávaček tím, že zvedne ruku, aby na něj namířily tričko s dělem. Místo toho ho však zasáhne pneumatika od auta. Na rozdíl od toho, co naznačovala reklama, Lenny není zabit a brzy je zpět na svém místě. WCCB sdělila agentuře Associated Press, že jejich interpretace scény byla taková, že někdo hodil pneumatiku Lennymu, protože zvedal ruku, a že pneumatika ve skutečnosti nepochází z autonehody na trati. Navzdory tomu pobočka oznámila, že vysílání dílu stejně zahájí zprávou varující diváky před touto scénou.